# 金野村
金野村（かねのむら）は、石川県能美郡に存在した村。
合併した村のうち、金平と大野の名を合成して村名とした。

## 地理
- 現在の小松市の中部、梯川と郷谷川が合流する所に位置する。
- 梯川両岸の谷底平野においては、田んぼなどの耕地が見られ、製茶も行われていた。地下資源も銅、陶土、石材など豊富であった[1]。

## 歴史
- 1889年（明治22年）4月1日 - 町村制の施行により、正蓮寺村、花坂村、五国寺村、大野村、金平村及び江指村の区域をもって、金野村が発足する。
- 1919年（大正8年） - のち尾小屋鉄道となる鉄道路線が開通。花坂駅、五国寺駅（後の西大野駅）、六橋駅（後の金野町駅）、金平駅、の4駅を設置。
- 1954年（昭和29年）9月5日 - 尾小屋鉄道、大杉谷口駅を設置。
- 1956年（昭和31年）9月30日 - 小松市に編入する。6大字はそのまま小松市の町名に継承。

いわゆる昭和の大合併の時期に、金野村、西尾村、大杉谷村、新丸村の4村で「南能美町」とする構想もあったが、実現には至らなかった。

## 交通

### 鉄道路線
（当村廃止時点のもの）
- 尾小屋鉄道
（新小松方面 ← ） - 花坂駅 - 五国寺駅 - 大杉谷口駅 - 六橋駅 - 金平駅 - （ → 尾小屋方面）